# NGC 4820
NGC 4820 est une galaxie lenticulaire vue par la tranche et située dans la constellation de la Vierge. Sa vitesse par rapport au fond diffus cosmologique est de 4 953 ± 40 km/s, ce qui correspond à une distance de Hubble de 73,1 ± 5,2 Mpc (∼238 millions d'al). NGC 4820 a été découverte par l'astronome allemand Wilhelm Tempel en 1882.
À ce jour, une mesure non basée sur le décalage vers le rouge (redshift) donne une distance d'environ 63,100 Mpc (∼206 millions d'al). Cette valeur est à l'extérieur des valeurs de la distance de Hubble, mais compatible avec celles-ci. Notons cependant que c'est avec la valeur moyenne des mesures indépendantes, lorsqu'elles existent, que la base de données NASA/IPAC calcule le diamètre d'une galaxie et qu'en conséquence le diamètre de NGC 4820 pourrait être d'environ 21,7 kpc (∼70 800 al) si on utilisait la distance de Hubble pour le calculer.